# 2005年10月3日日食
2005年10月3日日食是一次日環食，發生於2005年10月3日。新月當天（即朔日），地球上觀測到月球和太阳的角距離極小，此時月球如果恰好在月球交點附近，穿過太阳和地球之間，與地球、太阳接近一直線，則會出現日食。月球穿過太阳和地球之間，但距地球較遠，本影未能接觸地表，而使偽本影覆蓋的區域內看到月球的角直徑小於太陽，就形成日環食，同時在偽本影兩側數千公里的半影範圍內形成日偏食。此次日環食經過了葡萄牙、西班牙、阿尔及利亚、突尼西亞、利比亚、乍得、苏丹、埃塞俄比亚、肯尼亚、索马里、塞舌尔，日偏食則覆蓋了幾乎全部的欧洲、非洲、西亚、南亚以及部分周邊地區。

## 日食概況

### 出現區域
纽芬兰岛以東約1000公里的洋面在日出時最先看到日環食，隨後月球偽本影劃過北大西洋、伊比利亚半岛及地中海西部，登陸非洲，斜貫北非和东非，並在苏丹北科爾多凡州西南部達到最大食分，最後進入印度洋，覆蓋塞舌尔的數個小島後在日落時分結束於查戈斯群島與科科斯（基林）群島之間的海域。其中，環食帶共覆蓋了兩個首都——西班牙马德里和阿尔及利亚阿爾及爾。
偽本影經過的陸地包括：
- 葡萄牙：維亞納堡區、布拉加區除西南部外的大部、波爾圖區東北部、雷亞爾城區除極西南角外的絕大部分、維塞烏區東北部、布拉干薩區、瓜達區北部；
- 西班牙：加利西亞中南部、卡斯蒂利亚-莱昂中南部、马德里自治区、卡斯蒂利亚-拉曼恰中北部、阿拉贡自治区南端、穆尔西亚自治区北部、巴伦西亚自治区中南部、巴利阿里群島中松樹群島（英语：Pityusic Islands）除東北部外的大部分；
- 阿尔及利亚：提帕薩省東半部、阿尔及尔省、卜利達省除西部外的大部、麦迪亚省東北部、布米尔达斯省中西部、布維拉省除極東北角外的絕大部分、提濟烏祖省西南部、贝贾亚省西南部、布阿拉里季堡省、姆西拉省東北部、塞提夫省、吉傑勒省西部、米拉省西南半部、巴特納省除西南角外的絕大部分、君士坦丁省極西南角、烏姆布瓦吉省西南部、比斯克拉省東部、漢舍萊省、瓦迪省東北部、泰貝薩省中部和南部；
- 突尼西亞：托澤爾省、加夫薩省中西部、卡塞林省西南部、吉比利省除西南部外的大部、加貝斯省西部和南部、泰塔溫省東北半部、梅德寧省西部和南部；
- 利比亞：納盧特省北部、努加特海姆斯省南部、扎維耶省西南角、西山省中部偏北、沙提省東部、蘇爾特省極西南角、朱夫拉省西南部、塞卜哈省東部、邁爾祖格省東北部、庫夫拉省西南部；
- ：恩內迪區東北部；
- 苏丹：自西北向東南斜貫北达尔富尔州、北科爾多凡州、南科爾多凡州，並經過今屬南蘇丹的團結州東北部、上尼羅州西南部、瓊萊州東半部、東赤道州東部，其中在北科爾多凡州西南部達到最大食分；
- 衣索比亞：南方州西南部、奧羅米亞州西南角；
- ：裂谷省的圖爾卡納郡北部，东部省的馬薩比特郡除西南和東北兩側的大部、伊希約洛郡東北半部，东北省的瓦吉爾郡南半部、加里薩郡東北部；
- ：下朱巴州中南部；
- 塞舌尔：阿方斯環礁、阿米蘭特群島南部、奎蒂維島。[3][4]

除了上述狹窄的環食帶內能看到日環食之外，月球半影覆蓋範圍內都能看到日偏食，包括纽芬兰岛東部、格陵兰中東部、欧洲除东北部屬於俄罗斯的部分區域外餘下大部、非洲除塞拉利昂、利比里亚兩國沿海一角及纳米比亚、南非兩國西南部外餘下大部、西亚、中亚西半部、南亚、中國西南部、东南亚西部及北大西洋和印度洋大部分海域內諸島嶼。

此次日環食過程中月影在地表移動的動畫

### 基本參數
- 類型：日環食
- 食甚中心處（位於苏丹北科爾多凡州境內）資料：
  - 時間：2005年10月3日10:31:42.1
  - 地點：12°53.5′N 28°44.3′E / 12.8917°N 28.7383°E
  - 食分：0.9576（環食帶內最大）
  - 偽本影寬度：162.2公里
  - 日環食持續時間：4分31.5秒
- 環食最長處資料：
  - 時間：2005年10月3日10:37:00
  - 地點：12°36′N 29°46′E / 12.600°N 29.767°E
  - 偽本影寬度：163.1公里
  - 日環食持續時間：4分31.6秒（環食帶內最長）[6]

## 特殊現象

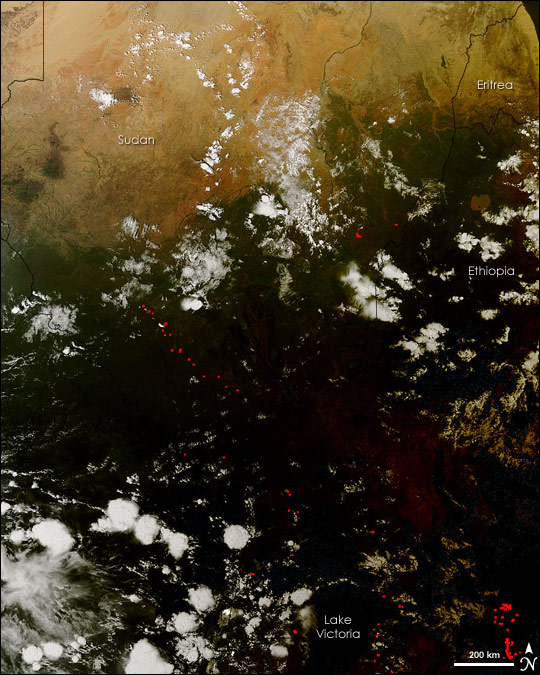
日食期間東非地區的衛星照片，紅點是植被正在燃燒的地區。

月影以超音速移動，這會在电离层形成可檢測的重力波，該波源自約180公里高空的熱層。由於日食期間太陽輻射受到遮擋，电离程度下降了70%。日食期間电离层的溫度也下降了1–1.4开尔文。

## 照片

西班牙梅迪納德爾坎波的日環食動畫
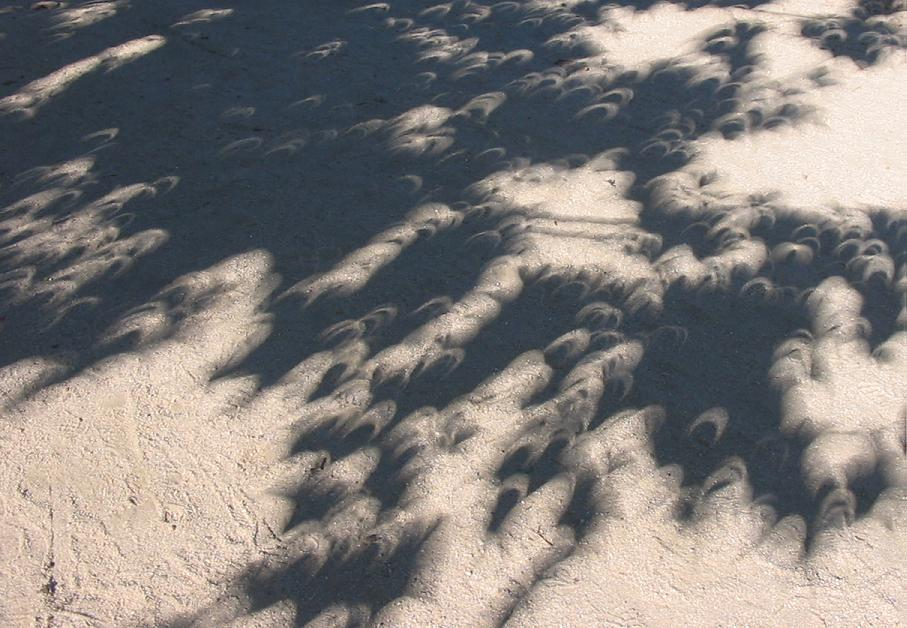
日食期間樹葉在地面的陰影
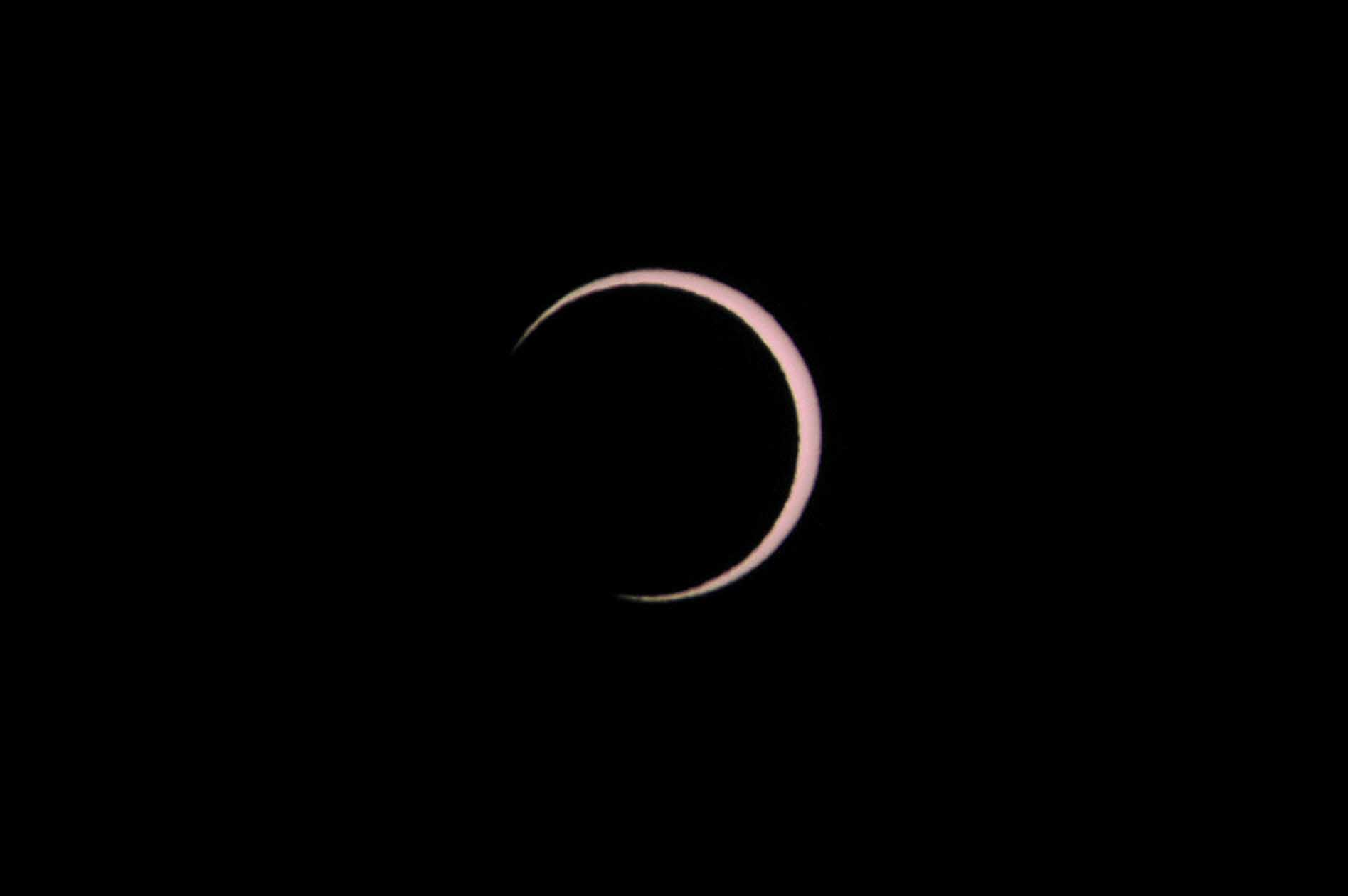
葡萄牙聖瑪麗亞-迪拉馬什（9:00 UTC）
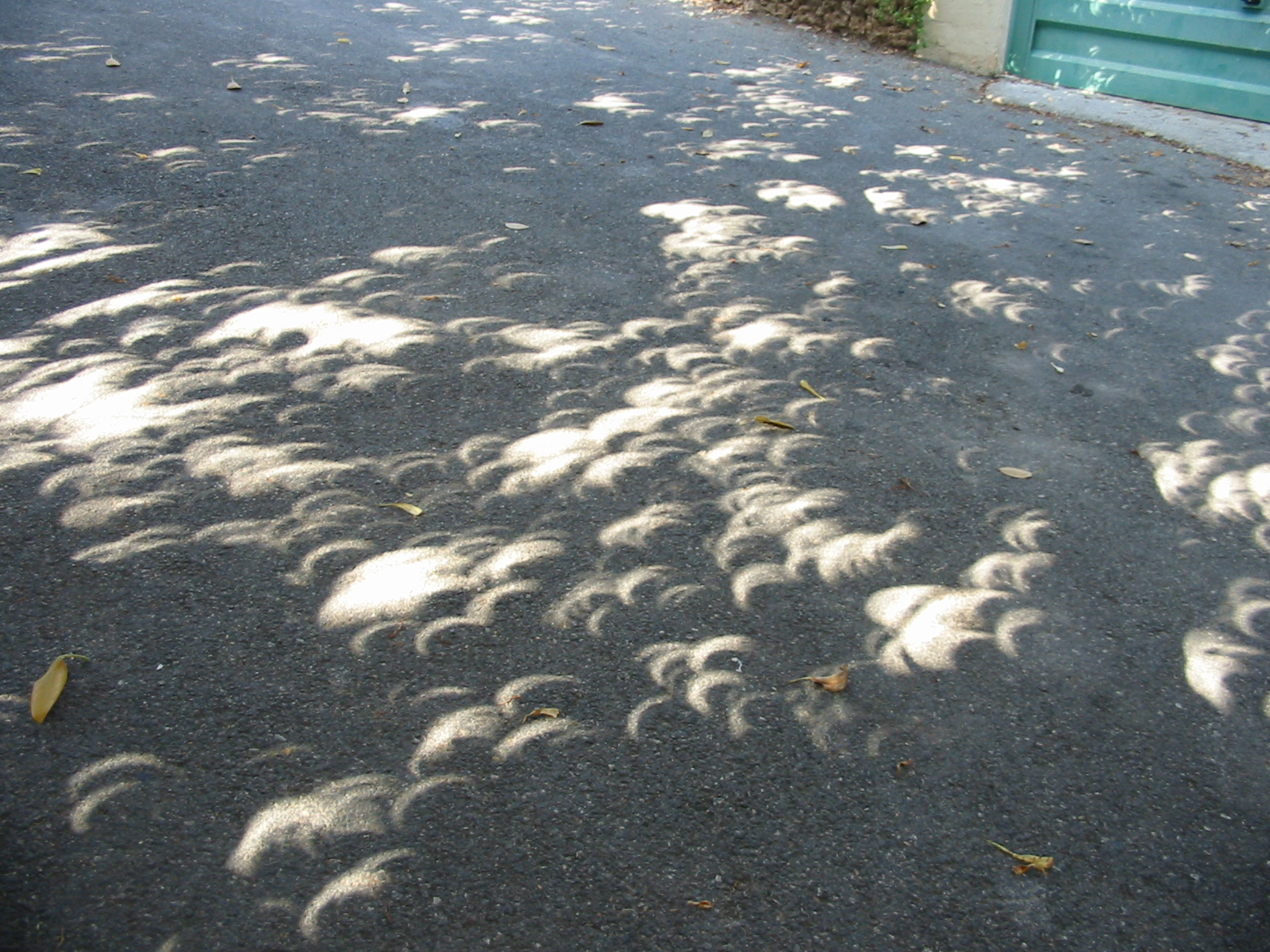
马耳他聖朱利安斯日偏食期間樹葉在地面的陰影
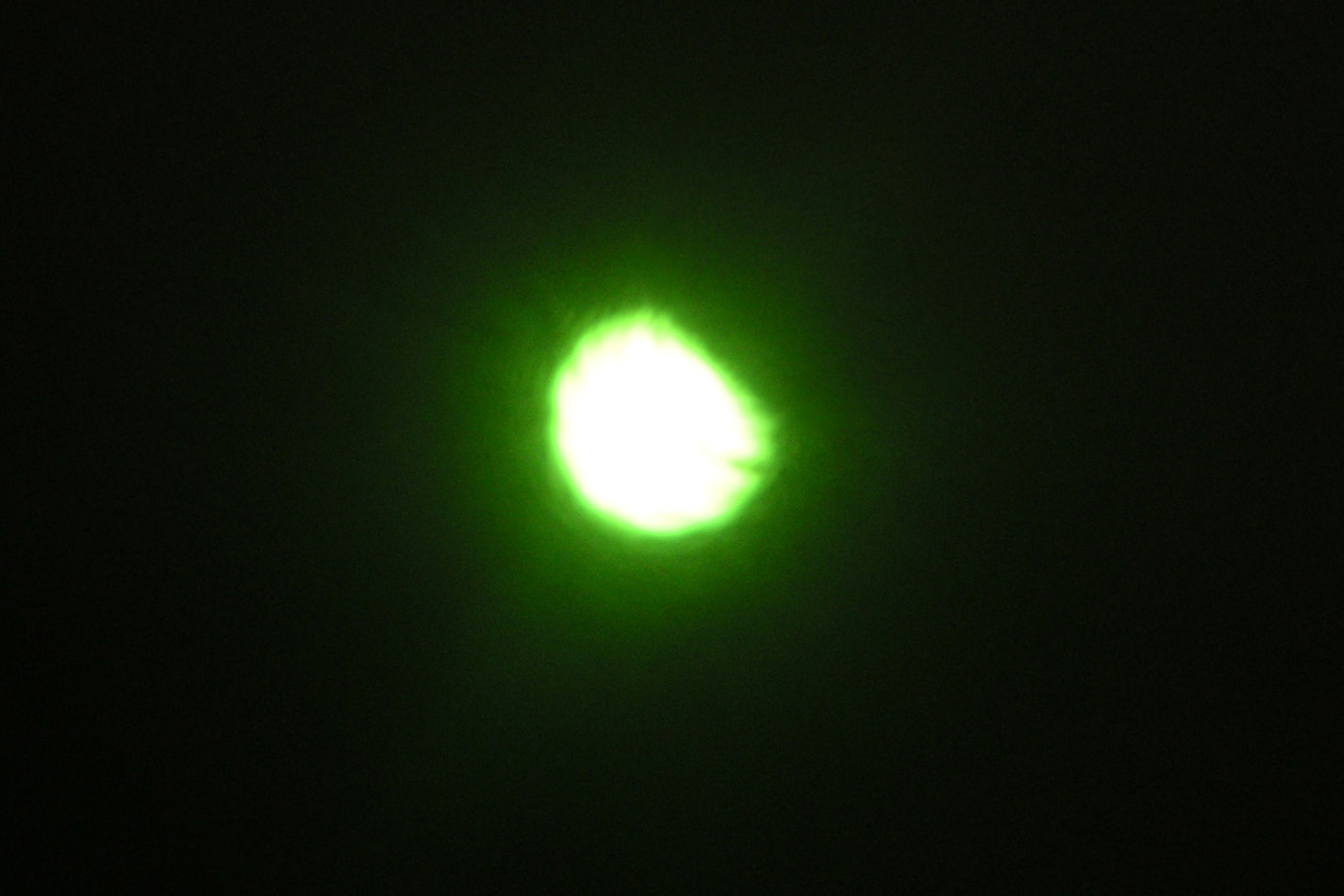
法国桑特（9:36 UTC）
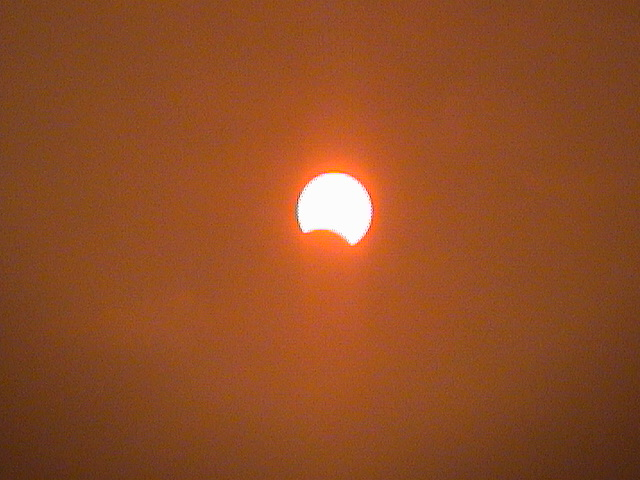
印度金奈的日偏食（11:33 UTC）

以色列德加尼亞-阿萊夫的日偏食

## 相關的日食

### 2004-2007年的日食
月球交替位於相對的月球交點時，以半個交點年（食年），即約177天又4小時間隔出現下列日食。
| 日食列表  |           |           |           |           |           |           |           |           |           |           |           |
| 1997-2000 | 2000-2003 | 2004-2007 | 2008-2011 | 2011-2014 | 2015-2018 | 2018-2021 | 2022-2025 | 2026-2029 | 2029-2032 | 2033-2036 | 2036-2039 |

| 升交點                     | 升交點                   |                            | 降交點                    | 降交點 |
| 沙羅週期                   | 地圖                     | 沙羅週期                   | 地圖                      |        |
| 119                        | 2004年4月19日 偏食（南） | 124                        | 2004年10月14日 偏食（北） |        |
| 129 委內瑞拉奈瓜塔的日偏食 | 2005年4月8日 全環食      | 134 西班牙馬德里的日環食   | 2005年10月3日 環食        |        |
| 139 土耳其西代的日全食     | 2006年3月29日 全食       | 144 巴西聖保羅的日偏食     | 2006年9月22日 環食        |        |
| 149 印度齋浦爾的日偏食     | 2007年3月19日 偏食（北） | 154 阿根廷科爾多瓦的日偏食 | 2007年9月11日 偏食（南）  |        |

### 沙羅周期
沙羅週期長度為18年11天。本次日食屬於沙羅週期134，共包含71次日食，依次為1248年6月22日至1410年9月28日的10次日偏食、1428年10月9日至1554年12月24日的8次日全食、1573年1月3日至1843年6月27日的16次全環食（亦稱混合食）、1861年7月8日至2384年5月21日的30次日環食、2402年6月1日至2510年8月6日的7次日偏食，總共歷時1262.11年。其中最長的全食發生於1428年10月9日，共持續了1分30秒。
下表列舉了1901年至2100年間發生的屬於該周期的日食，是第38至48次：
| 38             | 39             | 40            |
| -------------- | -------------- | ------------- |
| 1915年8月10日  | 1933年8月21日  | 1951年9月1日  |
| 41             | 42             | 43            |
| 1969年9月11日  | 1987年9月23日  | 2005年10月3日 |
| 44             | 45             | 46            |
| 2023年10月14日 | 2041年10月25日 | 2059年11月5日 |
| 47             | 48             |               |
| 2077年11月15日 | 2095年11月27日 |               |

## 資料來源
1. ↑  樊忠玉. . 中国天文科普网. 2010-01-23  [2015-08-04]. （原始内容存档于2014-09-17）.
2. 1 2  Fred Espenak. . NASA Eclipse Web Site.   [2015-12-18]. （原始内容存档于2016-03-08）.（英文）
3. ↑  Fred Espenak. . NASA Eclipse Web Site.   [2015-08-18]. （原始内容存档于2015-03-03）.（英文）
4. ↑  Xavier M. Jubier. .   [2016-01-10]. （原始内容存档于2016-03-04）.（法文）（英文）
5. ↑  Fred Espenak. . NASA Eclipse Web Site.   [2015-08-18]. （原始内容存档于2008-08-08）.（英文）
6. ↑  Fred Espenak. . NASA Eclipse Web Site.   [2015-12-18]. （原始内容存档于2015-03-03）.（英文）
7. ↑  Jakowski, N.;  et al. . Journal of Atmospheric and Solar-Terrestrial Physics. April 2008, 70 (6): 836–853. Bibcode:2008JASTP..70..836J. doi:10.1016/j.jastp.2007.02.016.（英文）
8. ↑  Šauli, P.;  et al. . Journal of Atmospheric and Solar-Terrestrial Physics. December 2007, 69 (17–18): 2465–2484. Bibcode:2007JASTP..69.2465S. doi:10.1016/j.jastp.2007.06.012.（英文）
9. ↑  Burmaka, V. P.;  et al. . Kosmichna Nauka i Tekhnologiya. 2007, 13 (6): 74–86. Bibcode:2007KosNT..13f..74B.（英文）
10. ↑  Fred Espenak. . NASA Eclipse Web Site.（英文）

## 外部連結
- NASA日食專頁（页面存档备份，存于）（英文）
- 可見區域圖和時間統計：由弗雷德·埃斯佩纳克做出的日食預報，NASA/GSFC
  - Google互動地圖呈現的日食範圍
  - 貝塞爾元素
- Google地圖顯示的日全食和日偏食範圍（页面存档备份，存于）（法文）（英文）

圖片：
- 世界多地日環食及日偏食照片（页面存档备份，存于）
- Spaceweather.com的多地日環食及日偏食照片（页面存档备份，存于）（英文）
- 高解析的日環食影像，2005年10月5日每日一天文圖，拍攝於西班牙
- 馬德里的日蝕（日環食連續攝影），2005年10月7日每日一天文圖，拍攝於西班牙马德里麗池公園
- 日蝕T恤（日環食的偏食階段，通過針孔相機原理映在衣服上），2005年10月14日每日一天文圖，拍攝於西班牙马德里

| \| \| 日食 \|                            |                              |                                           |
| 上一次日食： 2005年4月8日日食 （全環食） | 2005年10月3日日食 （日環食） | 下一次日食： 2006年3月29日日食 （日全食） |
| 上一次日環食： 2003年5月31日日食         | 2005年10月3日日食 （日環食） | 下一次日環食： 2006年9月22日日食          |
|                                          | 日食                         |                                           |